# Robert Fortune
Robert Fortune (Kelloe, 16 settembre 1812 – Londra, 13 aprile 1880) è stato un esploratore e botanico britannico.

## Biografia
Fu mandato in Asia dalla Società Botanica di Edimburgo affinché studiasse le piante di quei luoghi. Dal 1843 al 1846 viaggiò per tutta la Cina, visitando anche Giava e Manila. Dopo un paio di anni in Inghilterra, tornò in Cina e più tardi a Formosa. Si fece scrupolo di documentare e descrivere tutti questi viaggi.
In realtà la missione di Fortune non fu solo quella di studiare le piante asiatiche, all'epoca pressoché sconosciute in Europa. Fu bensì uno dei plant hunters, "cacciatori di piante" che gli Inglesi avevano mandato in Cina con l'intento di esportarne le piante del tè. Il progetto prevedeva la creazione di enormi piantagioni in India, loro protettorato, il che avrebbe permesso agli Inglesi di affrancarsi dal monopolio cinese per la loro inestimabile "acqua calda alle cinque". In effetti, lo stesso Fortune provvide personalmente a portare oltre ventimila pianticelle di tè dalla Cina, ponendo così le fondamenta alla produzione del tè in India.